# Jerzy Winkler (ekonomista)
Jerzy (Icchak) Winkler (ur. ?, zm. 1942) – polski ekonomista pochodzenia żydowskiego, działacz grupy Oneg Szabat w getcie warszawskim.

## Życiorys
Przed wojną ukończył studia ekonomiczne na Uniwersytecie Wiedeńskim i działał w sekcji gospodarczej Żydowskiego Instytutu Naukowego JIWO. Po wybuchu II wojny światowej, pracował w Komisji Pracy Konstruktywnej przy Sekcji Pracy Społecznej.
Po utworzeniu getta warszawskiego przez niemieckie władze okupacyjne, Winkler dzięki znajomości z członkiem Judenratu – Józefem Jaszuńskim, został zatrudniony w Wydziale Statystycznym Rady Żydowskiej. Umozliwiło mu to dostęp zarówno do ważnych dokumnetów Rady jak i korespondencji Judenratu z władzami niemieckimi. W ramach grupy Oneg Szabat, Winkler kopiował potajmnie wybrane dokumenty Rady Żydowskiej (Judenratu) i przekazywał do konspiracyjnego archiwum getta. Winkler tworzył dla Oneg Szabat również teksty o tematyce gospodarczej. Był autorem napisanego w języku polskim, studium pt. Getto walczy z niewolą gospodarczą. Był również autorem analizy dotyczącej więźniów zesłanych do obozów pracy oraz napisanego w języku jidysz tekstu o kondycji zdrowotnej Żydów uwięzionych w warszawskim getcie. Razem z Menachemem Linderem, miał również przygotować część ekonomiczną w opracowaniu pt. Dwa i pół roku wojny.
Podczas wielkiej akcji deportacyjnej w getcie warszawskim, został wraz z żoną, deportowany do obozu zagłady w Treblince i tam zamordowany prawdopodobnie w sierpniu 1942. Miał wówczas trzydzieści kilka lat.